# Ток-шоу
Ток-шо́у (от англ. talk show [tɔ:k ʃoʊ] — разговорное представление) — телепередачи разговорного жанра, в которых несколько приглашённых участников ведут обсуждение предлагаемой ведущим темы.
Как правило, при этом присутствуют приглашённые в студию зрители. Иногда зрителям предоставляется возможность задать вопрос или высказать своё мнение. «Классическое ток-шоу представляет собой треугольник: ведущий — приглашённые собеседники (эксперты) — зритель в студии. Ток-шоу соединяет приёмы журналистики и сценические приёмы. И каждый из участников ток-шоу, какова бы ни была его служебная функция внутри программы, одновременно является персонажем с заданной ему авторами ток-шоу ролью». Схема жанра довольно проста: герои, зрители, ведущий, вопросы и ответы. Но многие специалисты этого жанра считают, например, что залог успеха ток-шоу — юмор. Герой должен уметь смеяться над собой.
А. С. Вартанов отмечает, что задача жанра ток-шоу — активизировать восприятие содержания, заключённого в передаче с помощью формы диспута, острых вопросов, высказывания различных точек зрения. Хитрость же современного российского ток-шоу заключена в том, что при внешней форме свободной дискуссии на самом деле зрителям втолковывается какая-нибудь одна-единственная, строго ограниченная в своих параметрах позиция.
В некоторых случаях термином «ток-шоу» обозначают любую «разговорную» передачу, «например, беседу за круглым столом или же простое интервью в студии, если его берёт достаточно популярный, свободно ведущий себя журналист — „звезда“ экрана или радиоэфира».
В книге «Битлы перестройки» утверждается, что «с подачи Ивана Демидова в нашем языке появилось слово „ток-шоу“ вместо „толк-шоу“».

## Современные жанровые формы ток-шоу
Ток-шоу отличается необычайной тематической и функциональной широтой жанровой разновидности. Исследователи считают, что ток-шоу сочетает сущностные признаки интервью, дискуссии, а также концентрируется вокруг личности ведущего. Это максимально персонифицированная форма. Взаимодействию формы и её создателя в первую очередь способствуют необходимые личностные качества ведущего: ум, находчивость, обаяние, юмор, умение заинтересованно слушать и прочее. Существенны также и внешние обстоятельства: определённое место и строго соблюдаемая цикличность, то есть регулярная повторяемость в программе, рассчитанная на возбуждение в сознании массового зрителя состояния «нетерпеливого ожидания встречи». Драматургия ток-шоу тесно связана с вопросно-ответной основой этого жанра. Именно форма, качество, вид и логика последовательности вопросов определяют интригу и динамику развития сюжетной линии программы. Основные вопросы задаёт ведущий, а отвечают на них разные категории участников ток-шоу (герои, эксперты, зрители и т. д.). В зависимости от той задачи, которую ставит ведущий на разных этапах программы, он использует различные типы вопросов.
Непременными «компонентами» ток-шоу, кроме ведущего, выступают гости («герои») — люди, чем-то прославившиеся или просто интересные своими поступками, мыслями, образом жизни. На телевидении обязательно присутствие в студии нескольких десятков зрителей, возможно и наличие компетентных экспертов. Зрители не всегда вовлекаются в разговор, иногда их участие ограничивается аплодисментами, смехом, возгласами удивления — это создаёт особую атмосферу публичности, даёт «эмоциональную подсказку» телезрителям. В некоторых ток-шоу, идущих в прямом эфире, активно участвуют телезрители, которые могут дозвониться в студию по телефону «громкой связи», высказать собственное мнение с помощью SMS и интернет-голосований.
Нередко организаторы ток-шоу используют подставных актёров с целью повысить рейтинги, сделать шоу зрелищнее и эмоциональнее.
Разновидностей ток-шоу существует достаточное множество. Поэтому они могут быть классифицированы по разным критериям:
- Телемост
- Теледебаты
- Беседа
- Дискуссия

- Новостные:
  - Утреннее ток-шоу (Утро России, НТВ утром и т.п.)
  - Воскресное утреннее ток-шоу[англ.]
  - Выборный канал

## Жанры ток-шоу
Классифицируя программы в жанре ток-шоу, за основу взяли тематику. Среди ток-шоу выделяют следующие жанры:
- Общественно-значимыеТематика таких программ — политика, экономика, социальная жизнь и т. д. — то есть все наиболее актуальные стороны жизни общества. Проблемы, имеющие значение практически для всех слоев общества, следовательно, преимущество — большой охват зрительской аудитории. Время выхода в эфир — как правило, дневное, вечерние и ранним половиной ночью, но с осени 2014 года на «Первом канале» выходит первое дневное политическое ток-шоу «Время покажет», а с весны 2016 года на НТВ выходит программа-последователь «Место встречи». Ведущий такого ток-шоу не может быть малоизвестным зрителю, популярность должна выходить за рамки его ток-шоу. Обычно это уже имеющий популярность и репутацию известного, авторитетного, знающего и эрудированного человека. Часто такими ведущими становятся известные политические деятели, люди из сферы искусства и культуры. Один из ярких примеров такого ток-шоу — программа «Тема».

- ПсихологическиеТематика, касающаяся личной, а также социальной сфер жизни. Так называемые «женские» темы: семья, дом, карьера, красота и т. д. Например, «Почему ушёл муж?» — причины разводов. Гости таких ток-шоу почти всегда «обычные» люди, неизвестные, «выходцы из народа», тогда их проблема понятна зрителю, ведь в сознании людей проблемы «звёзд» — их прихоть, а значит, они не могут быть поняты людьми простыми. Ведущий же, напротив, обязательно должен быть знакомым и любимым для аудитории, так как личное гость не доверит «кому попало». Целевая аудитория ограничена, чаще всего зрители таких ток-шоу — женщины. Время выхода в эфир обычно дневное. К психологическим относятся также ток-шоу, задачей которых является исследование человеческой психологии, анализ характера, особенностей личности, образа жизни героя программы. Гости таких программ могут быть как личностями публичными, так и просто неизвестными людьми, интересными своими поступками, мыслями.

- Специализированныеток-шоу, имеющие постоянную тему — здоровье, кулинария, дети и т. д. Такие программы — своего рода «страна советов». В таких ток-шоу большое значение имеют эксперты, в роли которых также могут выступать и гости. Например, программа о здоровье не может обходиться без квалифицированных врачей; программа о детях — без психологов, педагогов. Целевая аудитория — ещё более ограниченная, чем аудитория психологических ток-шоу. Время выхода в эфир — утреннее, дневное.

- Смешанные, событийныетемами таких ток-шоу могут становиться любые из вышеперечисленных. Но поводом к обсуждению той или иной темы обычно является какое-либо общеизвестное недавно произошедшее событие, с которого, как правило, начинается программа и которое и диктует выбор темы. Например, громкий развод какой-либо «звезды» шоу-бизнеса (событие) — «как пережить развод» (обсуждаемая тема), выборы в Государственную Думу (событие) — «чёрные» PR-технологии (обсуждаемая тема).

- Скандальныетемами таких ток-шоу являются острые жизненные ситуации — измены, скандалы и т. п. Если в студии происходят драки между гостями, то их разнимают службы безопасности скандальных ток-шоу, а если кровопролитные и затяжные драки, то на помощь сотрудникам службы безопасности приходит настоящая охрана. Время выхода в эфир — вечер. Примеры скандальных ток-шоу: «Большой куш», «Окна», «Пусть говорят».

## В США
- В США ток-шоу было популяризировано Опрой Уинфри[источник не указан 4768 дней].
- Ток-шоу в США значительно отличаются от аналогичных передач в других странах, с наступлением «эпохи» политкорректности стало «уже совсем не страшно признаться, что ты возбуждаешься от вида рвоты или мечтаешь об инцесте, рассказать, что ты работаешь проституткой, изменяешь мужу или сменил пол» (всё это реальные сюжеты из программы Джерри Спрингера)[7].